# Rubin Goldmark
Rubin Goldmark (ur. 15 sierpnia 1872 w Nowym Jorku, zm. 6 marca 1936 tamże) – amerykański kompozytor i pianista.

## Życiorys
Bratanek Károlya Goldmarka. W latach 1889–1891 studiował w Konserwatorium Wiedeńskim u Antona Doora i Johanna Nepomuka Fuchsa. Po powrocie do Stanów Zjednoczonych uczył się w latach 1891–1893 w National Conservatory w Nowym Jorku u Antonína Dvořáka i Rafaela Joseffy’ego. Od 1895 do 1901 roku pełnił funkcję dyrektora konserwatorium w Colorado Springs. W 1902 roku wrócił do Nowego Jorku, gdzie udzielał prywatnie lekcji gry na fortepianie i teorii muzyki, a także występował z recitalami jako pianista. W 1924 roku został dyrektorem wydziału kompozycji w Juilliard School of Music. Do grona jego uczniów należeli George Gershwin, Aaron Copland i Frederick Jacobi.
Posługiwał się późnoromantycznym językiem muzycznym i estetyką, które łączył z elementami narodowej muzyki amerykańskiej (negro spirituals, jazz). W 1909 roku otrzymał Paderewski Prize za Kwartet fortepianowy A-dur.

## Wybrane kompozycje
(na podstawie materiałów źródłowych)

### Utwory orkiestrowe
- Theme and Variations (1895)
- uwertura Hiawatha (1900)
- poemat symfoniczny Samson (1913)
- A Negro Rhapsody (1923)

### Utwory kameralne
- Trio fortepianowe d-moll (1896)
- Kwartet fortepianowy A-dur (1909)
- The Call of the Plains na skrzypce i fortepian (1913)

### Utwory wokalne
- Requiem suggested by Lincoln’s Gettysburg Address (1918)